# Epedanellus tuberculatus
Epedanellus tuberculatus – gatunek kosarza z podrzędu Laniatores i rodziny Epedanidae. Jedyny znany przedstawiciel monotypowego rodzaju Epedanellus

## Występowanie
Gatunek endemiczny dla Japonii.